# مارك كيفن غولنر
مارك كيفن غولنر (بالألمانية: Marc-Kevin Goellner) مواليد 22 سبتمبر 1970 في ريو دي جانيرو، هو لاعب كرة مضرب ألماني سابق بدأ مسيرته كمحترف سنة 1991 وكان يلعب باليد اليمنى، اعتزل اللعب في 2004. أعلى تصنيف له في الفردي كان المركز الـ 26 في سنة 1994. سبق أن شارك في دورة الألعاب الأولمبية الصيفية.

## الميداليات
| الميدالية | المسابقة                       |
| --------- | ------------------------------ |
| برونزية   | الألعاب الأولمبية الصيفية 1996 |

## روابط خارجية
- مارك كيفن غولنر على موقع رابطة محترفي التنس (الإنجليزية)
- مارك كيفن غولنر على موقع الاتحاد الدولي لكرة المضرب (الإنجليزية)
- مارك كيفن غولنر على موقع كأس ديفيز (الإنجليزية)
- مارك كيفن غولنر على موقع خلاصة التنس.كوم (الإنجليزية)
- مارك كيفن غولنر على موقع أوليمبيديا (الإنجليزية)